# Гледен
Гледен — древнерусский город, располагавшийся на горе Гледен при слиянии рек Сухона и Юг на месте финно-угорского поселения.
На месте этого города сейчас стоит Троице-Гледенский монастырь, а напротив, на противоположном берегу Сухоны — Великий Устюг. Ближайший населённый пункт — село Морозовица Великоустюгского района Вологодской области.
Финно-угорское поселение на месте Гледена возникло в IX—X веках. Город, ставший форпостом низовской волны колонизации Посухонья и Верхнего Подвинья славянами, возник на северо-восточной окраине Ростово-Суздальской земли предположительно в XI—XII веках. В 1178 году ростово-суздальский князь Всеволод Юрьевич Большое Гнездо заложил город Гледен при слиянии рек Сухоны и Юга. Долгое время Сухона подмывала правый берег, на котором располагался город. Это стало причиной переселения части жителей на Чёрный Прилук, где был основан Устюг, который первое время был, вероятно, одним из форпостов Гледена.
В первой половине XV века Гледен упоминался в связи с междоусобными войнами между московскими и звенигородскими князьями. В 1436 году после двухмесячной осады город был взят Василием Косым и в 1438 году был полностью уничтожен вятчанами, после чего часть жителей переселилась в село Морозовица, основанное в 1440 году.